# Jugendherbergen in Österreich
Die Jugendherbergen in Österreich  bieten ein Netz von ca. 100 Jugendherbergen in ganz Österreich. Sie werden im Wesentlichen von zwei Vereinen betrieben: 
- dem Österreichischen Jugendherbergsverband (ÖJHV)
- dem Österreichischen Jugendherbergswerk (ÖJHW)

## Geschichte
1909 entwickelte der deutsche Lehrer Richard Schirrmann den Gedanken eines Netzes von Jugendherbergen. 
An der Gründungsversammlung der „Internationalen Arbeitsgemeinschaft für Jugendherbergen“ - IAJH (später IYHF) vom 20. bis 22. Oktober 1932 war Österreich noch nicht beteiligt. Mit dem Anschluss Österreichs an das Deutsche Reich 1938 wurden aber nach deutschem Vorbild in Schulen größerer Orte Jugendherbergen durch die Hitler-Jugend errichtet.

## Österreichischer Jugendherbergsverband
Der Österreichische Jugendherbergsverband wurde im Jahr 1946 gegründet. Im Frühjahr 1947 wurde der ÖJHV bei der Jugendherbergskonferenz in Blaricum (Niederlande) in die „International Youth Hostel Federation“ (IYHF) aufgenommen. Der ÖJHV unterhält über 40 eigene Herbergen und darüber hinaus auch Vertragsherbergen in Österreich.

### Präsidenten
- Karl Prochazka (1946–1976)
- Heinz Kienzl (1976–1980)
- Erich Hofstätter (1980–1987)
- Günther Weninger (1988–2006)
- Johann Hatzl (2006–2009)
- Peter Kaiser (seit 2009)

## Österreichisches Jugendherbergswerk
Das Österreichische Jugendherbergswerk wurde am 11. Juli 1950 gegründet. Es entstand als konservativ geprägte Gegenorganisation zum eher gewerkschaftlich dominierten Österreichischen Jugendherbergsverband. Anfangs besaß das ÖJHW noch keine eigenen Jugendherbergen, sondern arbeitete mit sogenannten Vertragsherbergen. 1962 entstand das erste eigene Haus in Neusiedl am See. Das Österreichische Jugendherbergswerk besitzt heute 28 Häuser verteilt auf alle 9 Bundesländer und hat Vereinbarungen mit weiteren 12 Vertragshäusern. Es ist ebenfalls Mitglied des Dachverbandes Hostelling International.